# EMIT
『EMIT』（エミット）は光栄が1994年に発売したエデュテインメント（英語学習）ソフト。イングリッシュドリームシリーズの第1弾をうたう本作はVol.1からVol.3の3巻に分かれる。のちに3巻セットの『EMIT バリューセット』も発売された。1995年、日本ソフトウェア大賞'94の読売新聞社賞を受賞した。

## システム
アニメが再生され、音声・字幕のそれぞれを日本語／英語に任意に切り替えることができる。プレイヤーはアニメを観ながらリスニングを学習することが出来る。各章の終わりには内容やセリフに関する問題が英語で出題され、プレイヤーの英語力が試される。
ストーリーに沿って音声とアニメーションで話が展開していく。全体のストーリーがVol.1から3に分けて収められている。各ソフトごとに約10章のシナリオがあり、章ごとに練習問題が用意されている。ゲーム内の登場人物と対話していく「会話練習」、ストーリーをどの程度理解しているかチェックする「内容理解問題」、今後の展開を想像して答える「イメージ問題」の3種類がある。会話の再生やリピート、画面に表示する日本語や英語の切り替えなどは画面下のボタンを使って操作する。

## ストーリー
ある日、女子高生の田中百合は横断歩道で老人に声をかけられる。彼は今が何年の何月何日であるかを問い、近くに時計屋がないかと尋ねる。そして百合を見つめて謎の言葉「EMIT」を呟く。

## タイトル
vol.1「時の迷子」
17歳の女子高生田中百合は、ある日交差点で不思議な老人に出会う。老人は呟くように"エミット"という言葉を残して彼女の前から消えてしまう。
vol.2「命がけの旅」
百合のボーイフレンド太田一郎はパーティーで百合そっくりの女性と出会う。一郎はパーティーで見た女性の話を百合にする。百合は自分そっくりの「もう一人の百合」に興味を持つ。
vol.3「私にさよならを」
普段となにかが違う百合を見て、母親の敏子と一郎の疑惑は広がる一方。そこへもうひとつの世界から、傷つきながらも百合が戻ってきた。

## 対応機種・発売日
| 対応機種           | vol.1         | vol.2         | vol.3         | バリューセット |
| ------------------ | ------------- | ------------- | ------------- | -------------- |
| PC-9821            | 1994年3月25日 | 1994年7月1日  | 1994年9月18日 | 1995年12月15日 |
| FM TOWNS           | 1994年3月25日 | 1994年7月1日  | 1994年9月18日 | 1995年12月15日 |
| Macintosh          | 1994年3月25日 | 1994年7月1日  | 1994年9月18日 | 1995年12月15日 |
| セガサターン       | 1995年3月25日 | 1995年4月1日  | 1995年4月1日  | 1995年12月15日 |
| 3DO                | 1995年4月14日 | 1995年7月14日 | 1995年9月14日 | -              |
| プレイステーション | -             | -             | -             | 1995年9月29日  |
| スーパーファミコン | 1995年9月29日 | 1995年9月29日 | 1995年9月29日 | 1995年9月29日  |
| Windows            | ?             | 1995年8月11日 | 1995年9月1日  | ?              |

上記のうちスーパーファミコンだけは音声CDが別途添付。ソフトとCDプレーヤーとのシンクロは「ボイサーくん」というアダプタをスーパーファミコンに装着することでリモコン制御した。

## スタッフ
- シナリオ原案 - 赤川次郎
- キャラクターデザイン - いのまたむつみ
- 音楽 - 小室哲哉
- 英語監修 - 東後勝明
- アニメーション制作 - スタジオライブ
- ゼネラルプロデューサー - シブサワ・コウ

## 主題歌
- 「青空が降る少年」
- 作曲 - 小室哲哉
- 作詞 - 売野雅勇
- 歌 - 篠原涼子
- 1995年8月21日発売の篠原のアルバム『Lady Generation 〜淑女の世代〜』に収録されている。

## 声優
日本語パート/英語パートの順
- 田中百合（主人公） - 林原めぐみ / Danni Wheeler
- 老人/青年/ケン 他 - 安原義人 / James A Taylor
- 太田一郎 - 速水奨 / Stuart Mckinney
- 少年 - 林勇 / Robin Bufanda
- 小沢洋子 - 石川悦子 /Thyra Metz
- 田中敏子 - 中山愛子 /Cheryl Shain
- ナレーション - 小宮和枝 / Leslie Gangl
- その他キャスト - 石井隆夫 / Steve Howard , 溝口敦 / Jim De Maria